# Standard Positioning Service
Standard Positioning Service (SPS) är en tjänst för Global Positioning System (GPS) som innebär tillhandahållande av C/A-kod och satellitmeddelande samt under vissa förutsättningar P-kod.
Jämför Precise Positioning Service (PPS).
Enligt nuvarande planer är SPS tillgänglig för alla GPS-användare och specificerad så att såväl C/A-koden som P-koden (om den är tillgänglig) ger en tvådimensionell navigationsnoggrannhet på cirka 100 meter (95% konfidensintervall). Från början planerade man att kryptera P-koden till en Y-kod för att minska den allmänna tillgängligheten, men Clintonregimen beslöt att låta den förbli tillgänglig.